# North Robinson
North Robinson – wieś w Stanach Zjednoczonych, w stanie Ohio, w hrabstwie Crawford.